# ديريك هارفي
ديريك هارفي هو منتج أفلام وكاتب سيناريو ومخرج كندي، ولد في 7 أبريل 1971 في Deep River, Ontario ‏ في كندا.

## وصلات خارجية
- ديريك هارفي على موقع IMDb (الإنجليزية)
- ديريك هارفي على موقع ألو سيني (الفرنسية)
- ديريك هارفي على موقع أول موفي (الإنجليزية)
- ديريك هارفي على موقع قاعدة بيانات الأفلام السويدية (السويدية)
- ديريك هارفي على موقع قاعدة بيانات الفيلم (الإنجليزية)
- ديريك هارفي على موقع كينوبويسك (الروسية)